# Syndroom van Marshall-Smith
Het syndroom van Marshall-Smith (afkorting: MSS) is een uiterst zeldzame aangeboren ziekte, waaraan ongeveer 33 kinderen in de wereld lijden (1 januari 2008). Drie van hen wonen in Nederland. Kenmerk van de aandoening is een ongebruikelijk snelle botrijping, die vaak al voor de geboorte begint, en een opvallend uiterlijk, breed voorhoofd, smalle kin, bollende ogen, ademhalingsmoeilijkheden, en mentale retardatie. De ademhalingsproblemen zijn vaak de oorzaak van overlijden op de vroege kinderleeftijd.
Het syndroom is voor het eerst beschreven door Richard E. Marshall en David W. Smith in 1971. Niet alle symptomen van de ziekte hoeven per kind overigens aanwezig te zijn.
Engelse artsen doen onderzoek naar de oorzaak van deze erfelijke afwijking.

## Kenmerken
- Lichamelijk
  - dysmorfe gelaatstrekken
    - uitpuilende ogen
    - blauwig oogwit
    - grove wenkbrauwen
    - wipneus
- Op röntgenfoto's:
  - versnelde botrijping
  - afwijkingen aan de vinger- en teenkootjes
  - buisvormige verdunning van de lange pijpbeenderen
  - schedelafwijkingen
- Geestelijk
  - Gaat vaak samen met een wisselende graad van mentale retardatie
- Klinisch
  - ademhalingsmoeilijkheden door obstructie van de bovenste luchtwegen.
  - longontstekingen
  - niet gedijen (failure to thrive)
  - psychomotorische retardatie

## Diagnose
Op grond van de klinische kenmerken; een laboratorium- of genetische test is niet beschikbaar.

## Oorzaak
Klinische tests hebben uitgewezen dat het syndroom van Marshall-Smith op DNA-niveau slechts één mutatie kent en is op die manier te vergelijken met het SOTOS-syndroom. Op RNA-niveau worden transcripten echter anders gelezen. Doordat er bij het syndroom van Marshall-Smith het gemuteerde eiwit niet door cel-mechanismen wordt afgebroken, is het syndroom van Marshall-Smith in tegenstelling tot het SOTOS-syndroom een ernstigere ziekte dan eerder gedacht.

## Behandeling
Oorzakelijk is er geen behandeling. Alleen symptomatische behandeling is mogelijk. Als de ademhalingsproblemen voortvarend worden aangepakt is overleving na de kinderleeftijd goed mogelijk.